# PS, 아이 러브 유 (소설)
《PS, 아이 러브 유》(PS, I Love You)는 세실리아 아헌의 소설이다. 이 책은 아일랜드(19주 동안), 미국, 독일, 네덜란드에서  넘버원 베스트 셀러였다.